# Thomas Millroth
Thomas Valter Willelm Breitenstein Millroth, född 15 mars 1947 i Högalids församling i Stockholm, är en svensk konsthistoriker, konstkritiker, konstkurator och författare.
Millroth disputerade 1975 på en konsthistorisk avhandling om Erik Gustaf Göthe. Han har skrivit ett fyrtiotal böcker, de flesta om konst, bland annat en omfattande monografi om C.O. Hultén. 2010 utkom en personlig sammanställning av musikartiklar med en biografisk och essäistisk grundton, Man får förlora sig. Han är verksam som kritiker i Sydsvenskan, Nutida Musik, soundofmusic.nu och tidigare även Nya Upplagan. 
Millroth blev i november 1995 chef för Ystads Konstmuseum. 2008 begärde han tjänstledighet och 2009 avsked i protest mot politikernas hantering av museet. Hösten 2008 tilldelades han garanterad författarpenning.
Millroth är son till bankiren Willelm Breitenstein och Thea Millroth samt gift med Ann Blom.